# Al-Musztaín egyiptomi szultán
Al-Musztaín billáh, személynevén Abu l-Fadl al-Abbász (1390 után – Alexandria, 1430 februárja/márciusa) kairói abbászida kalifa II. Al-Musztaín néven (1406. január 22. – 1414. március 9.), illetve rövid ideig a Mamlúk Birodalom szultánja volt (1412. május 7-től november 6-ig). Bár a szunnita iszlám két legrangosabb címét viselte, egyik által sem gyakorolhatott reális hatalmat.

## Életútja
An-Nászir Faradzs uralkodása alatt lett kalifa, apjától, I. al-Mutavakkiltól örökölve a címet. A szíriai ellenzéke ellen harcoló szultánt szokás szerint elkísérte hadjárataira, ám az 1412-es expedíció alkalmával a szultáni poggyásszal együtt Sajh al-Mahmúdi fogságába esett április 25-én. Faradzs Damaszkuszba szorult vissza a vereség után, egymással vetélkedő ellenfelei pedig áthidaló megoldásként a kalifát kiáltották ki szultánná május 7-én, miután rávették, hogy lemondassa Faradzsot. A volt szultán ezután megadta magát, és az új uralkodó vezényletével hitszegő módon elítélték és kivégezték május 28-án.
Al-Musztaín kezdetben nem lelkesedett azért, mert rászállt a szultáni cím, és a későbbiekben sem volt benne sok öröme. Július 12-én vonult be Kairóba Sajh társaságában, aki közelébe sem engedte a valós hatalomnak. Július 18-án Sajhot formálisan is atabéggé nevezte ki, és teljhatalommal ruházta fel. Augusztus 24-én ismét kénytelen volt megerősíteni Sajh teljhatalmát. Az atabég erős ellenfelei – elsősorban az 1412-es háborúban az oldalán harcoló Baktamur Dzsillik – miatt még nem gondolhatott a formális hatalomátvételre: erre csak szeptember közepétől kezdve adódott módja, amikor Dzsillik elhunyt. Ekkor intenzív kampányolásba kezdett saját érdekében, végül november 6-án szultánnak kiáltották ki al-Muajjad titulussal. A kalifa némi gondolkodás után lemondott értéktelen szultáni címéről, de a névleges vallási főséget még megőrizte. Kalifaként a kairói fellegvár foglya maradt 1414-ig, amikor Sajh jobbnak látta leváltani egy bátyjával, al-Mutadid Dávúddal. Ezután 1417-ig a citadellában maradt, amikor is Faradzs három fiával együtt Alexandriába szállították fogságba. Élete végéig itt élt; 1430 elején halt meg pestisben.